# Kvarteret Juno

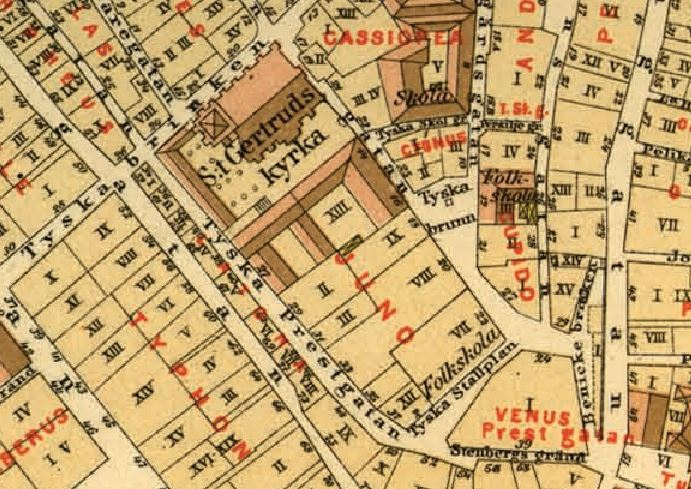
A.R. Lundgrens karta med kvarteret Juno, 1885.

Kvarteret Juno är ett kvarter i Gamla stan i Stockholm. Kvarteret omges av Tyska brinken i norr, Svartmangatan och Tyska brunnsplan i öster, Prästgatan i väster och Tyska stallplan i söder.  Kvarteret består av fem fastigheter: Juno 2, 9, 16, 17 och 18. I Juno 18 ligger Tyska kyrkan.

## Namnet

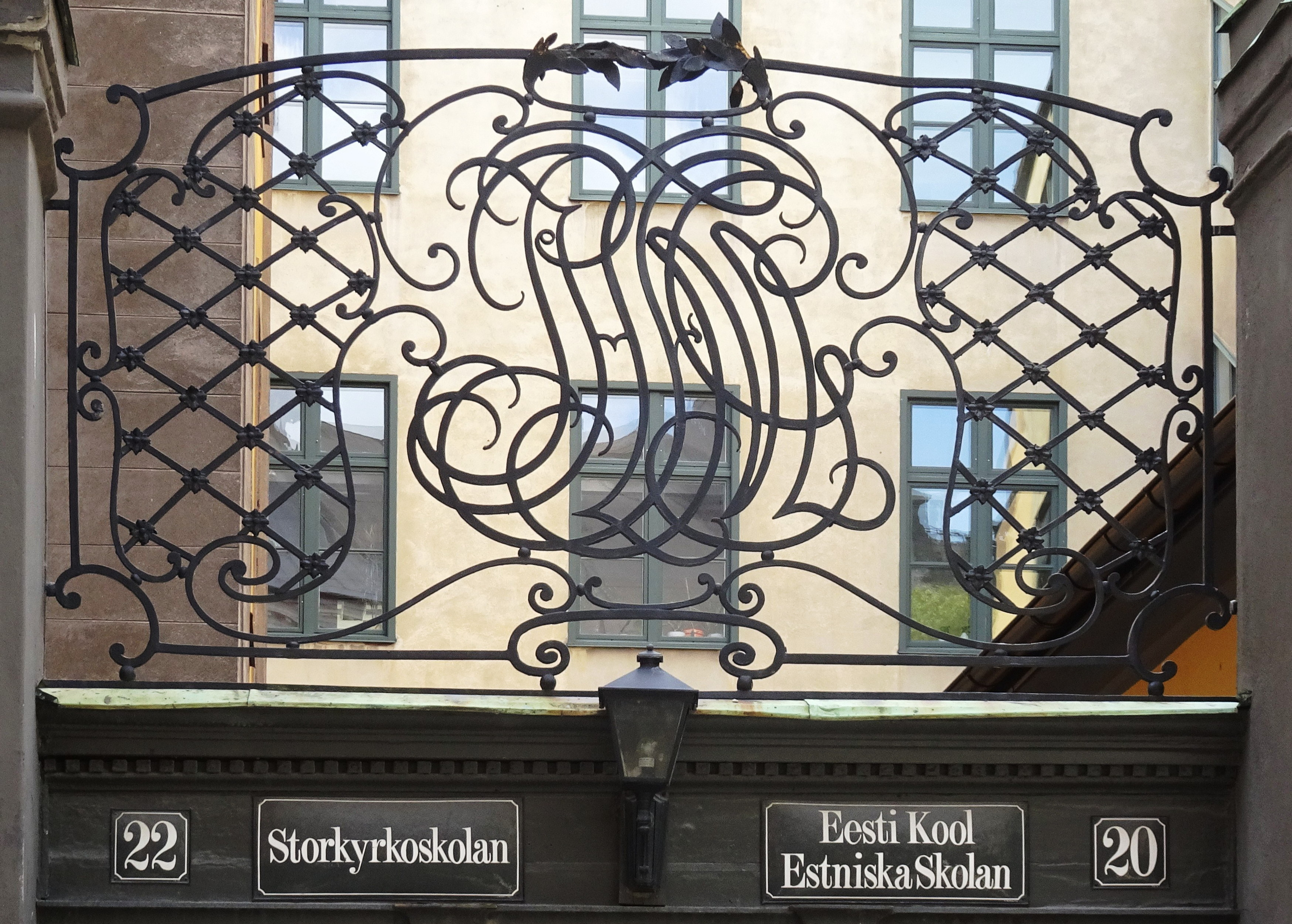
Svartmangatan 20 med Fuhrmanns monogram.

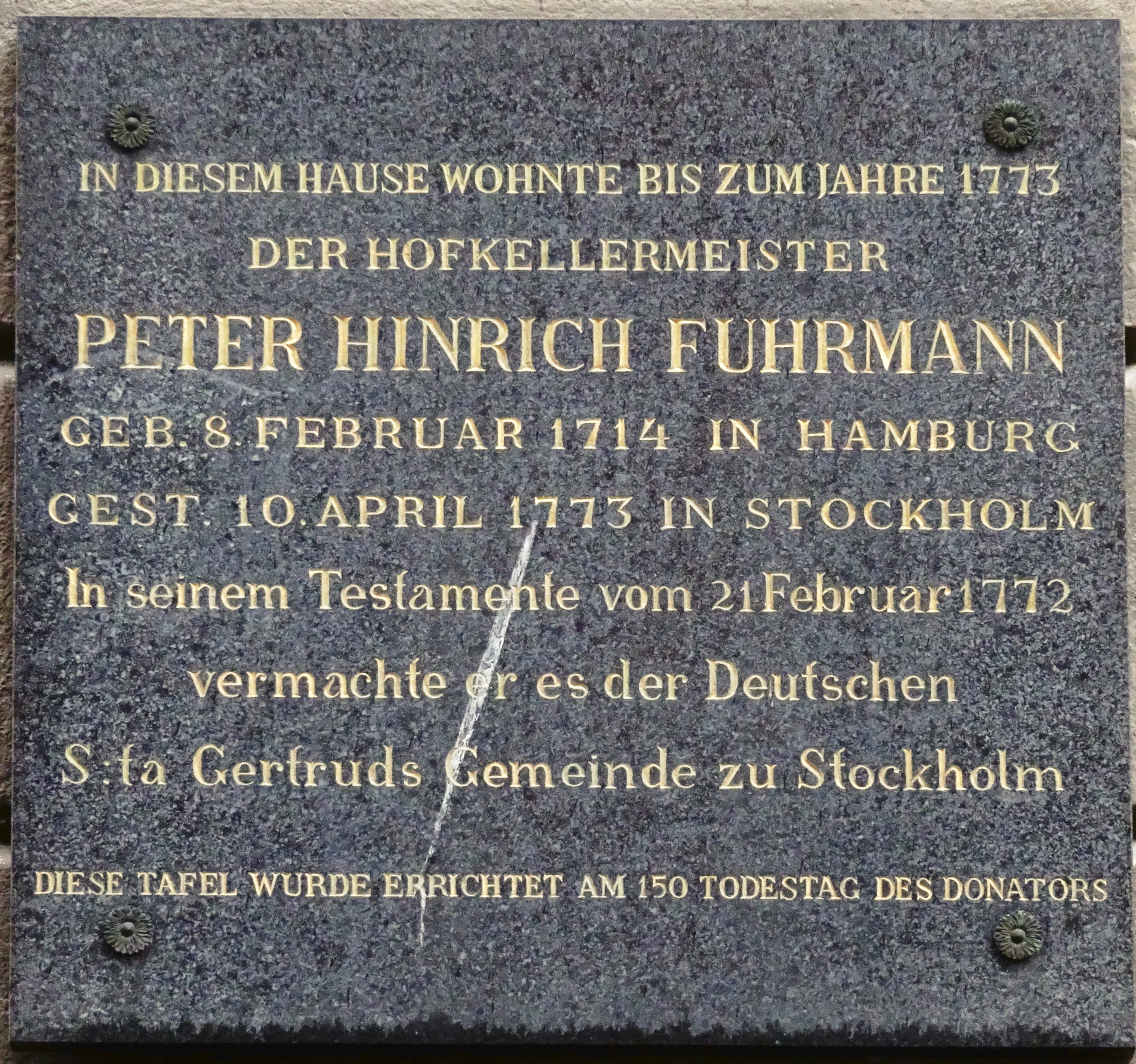
Fuhrmanns minnestavla.

Nästan samtliga kvartersnamn i Gamla stan tillkom under 1600-talets senare del och är uppkallade efter begrepp (främst gudar) ur den grekiska och romerska mytologin. ”Juno” var den högsta gudinnan i den romerska mytologin. Hon var även äktenskapets och moderskapets beskyddare.

## Kvarteret
Kvarterets största byggnad är Tyska kyrkan vars tomt (Juno 18) upptar en stor del av kvarterets norra del. På kyrkans tomt låg under tidigt 1600-tal det första svenska Riddarhuset och här inrättade 1636 Svenska postverket sina allra första ämbetslokaler.
I kvarterets södra del (Juno 16) märks Storkyrkoskolan, Estniska skolan och Storkyrkobadet. Byggnaden i fastigheten Juno 16 (Svartmangatan 20–22) kallas även Ehrenstrahlska huset efter David Klöcker Ehrenstrahl som lät bebygga tomten på 1660-talet och bodde även här. 
På 1760-talet byggdes huset om på initiativ av den tyskfödde hovkällarmästaren Peter Heinrich Fuhrmann (1714-1773). Hans och hustruns hopflätade initialer (P H F M G) i smide finns över portalen. Fuhrmann öppnade här en vinstuga, Fuhrmannska källaren, som han tidigare drev i Stockholms rådstuga. Stället besöktes av bland andra Carl Michael Bellman, Tobias Sergel och Erik Palmstedt. Han testamenterade fastigheten och hela sin förmögenhet till Tyska S:ta Gertruds församling. En minnestavla på fasaden påminner om detta.
Över ett av fönstren på Svartmangatan 18 (Juno 9) sitter en svart stentavla med texten ”Apoteket Svan”. Här låg Apoteket Svanen under slutet av 1700-talet. Längs Prästgatan, i kvarterets sydvästra del, ligger en trädgård och en lekplats som kallas Junotäppan. I huset Tyska stallplan nr 2 öppnades 1937 Gamla stans bibliotek som stängdes 2013. Enligt Stockholms kulturnämnd var lokalerna svåra att hitta för allmänheten och inte heller anpassade för personer med funktionshinder.

## Utgrävningar
I samband med schaktningsarbeten för fjärrvärme utfördes 2016 utgrävningar på Junotäppan. Arkeologerna hittade fundamentrester från 1300-talet som kan härröra från kyrkan till Svartbrödraklostret eller från själva klostret. Man upptäckte drygt två meter tjocka grundmurar av gråsten som går i en annan riktning än 1600-talets bebyggelse.

## Bilder

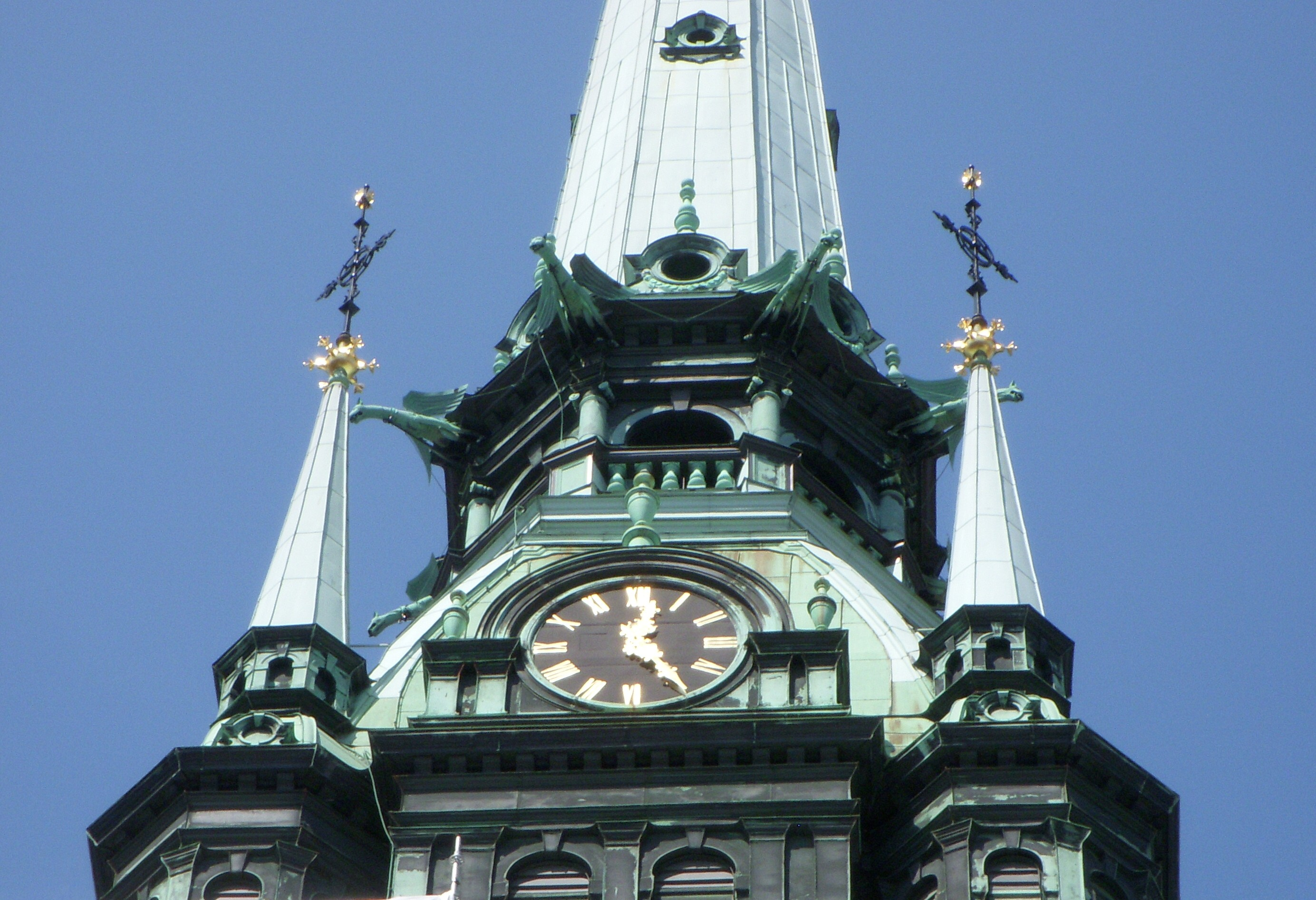
Tyska kyrkan, Juno 18
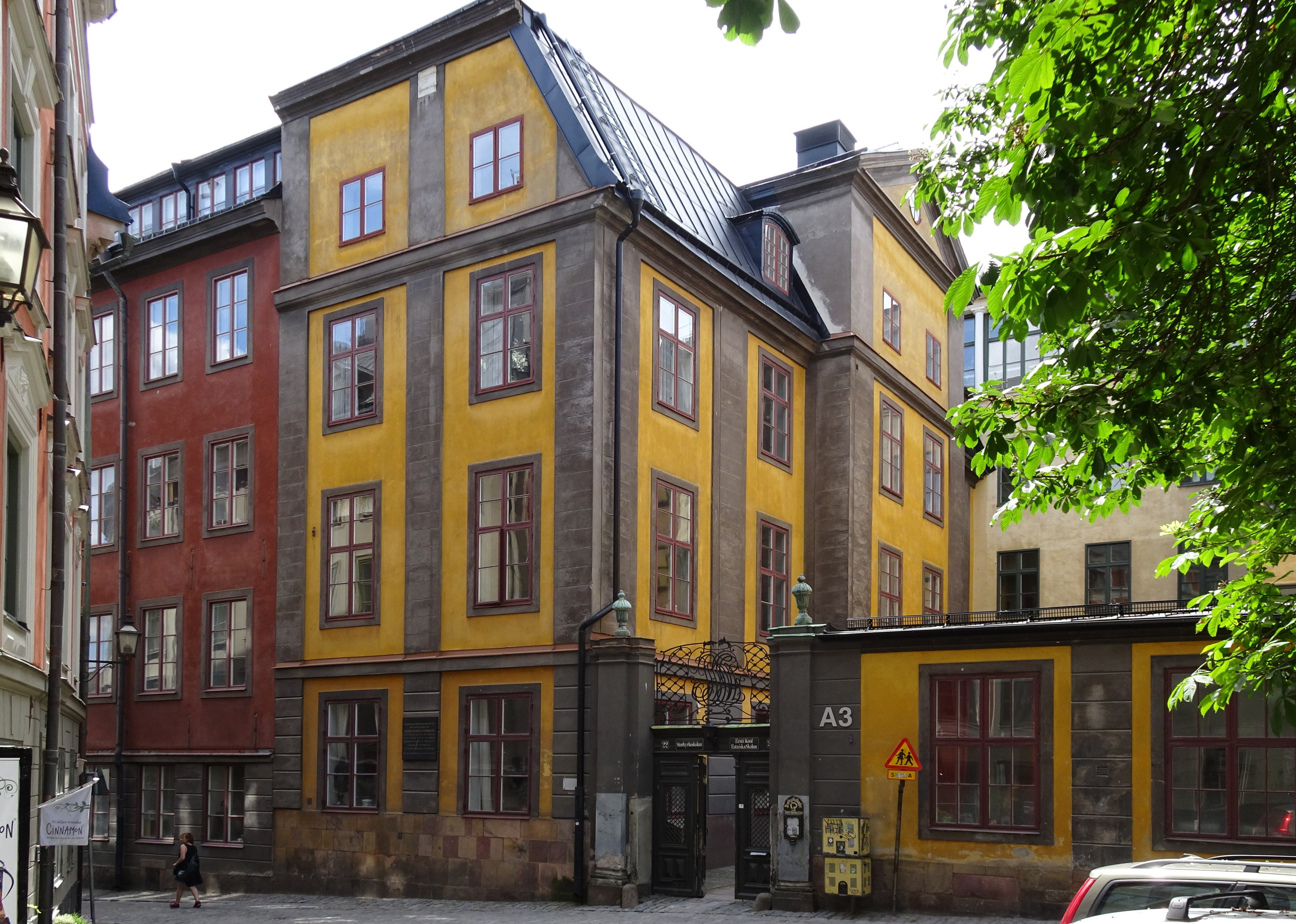
Ehrenstrahlska huset, Juno 16
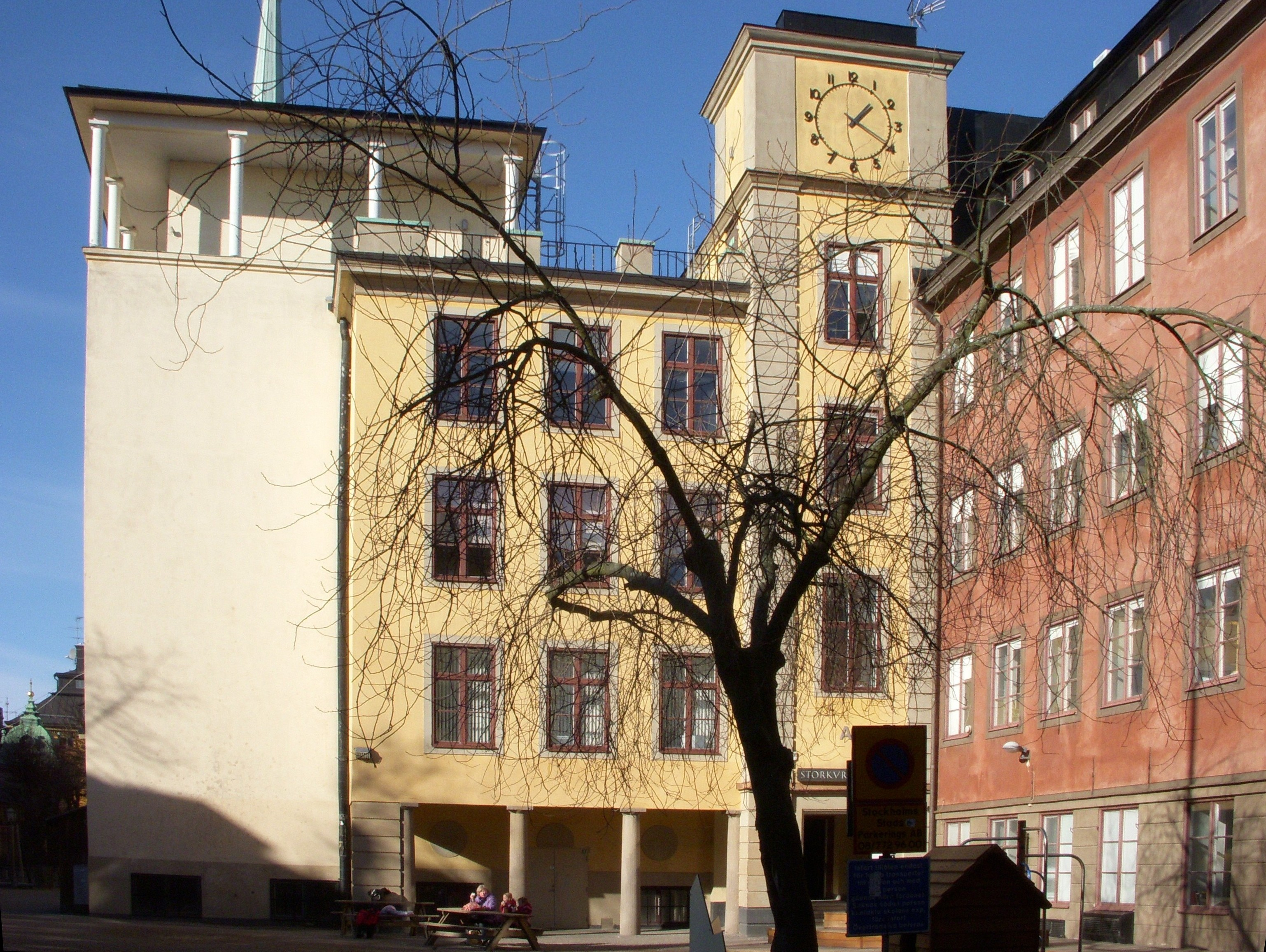
Storkyrkoskolan, Juno 16
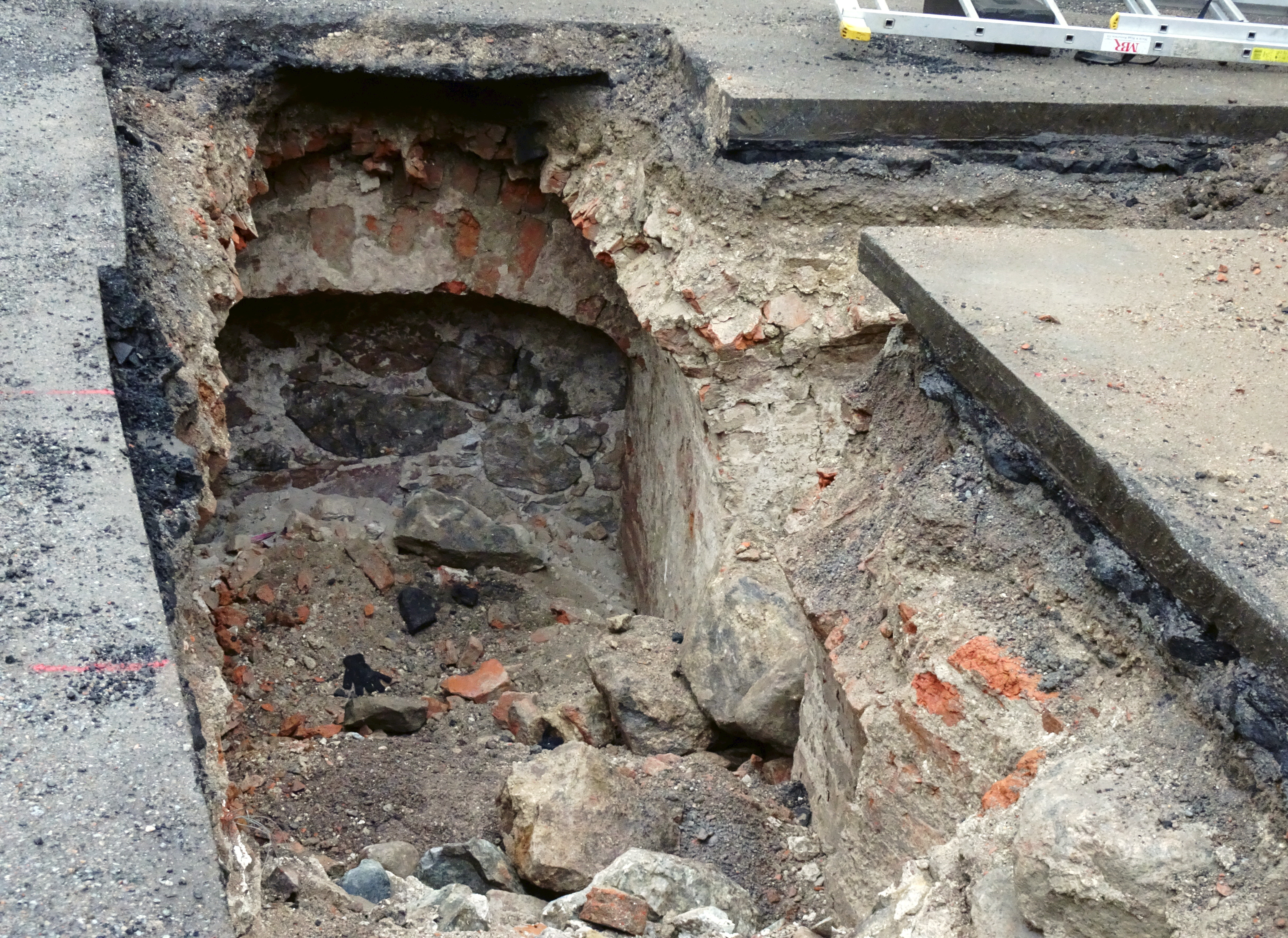
Utgrävningar på Junotäppan